# Ley que regula derechos sobre obtenciones vegetales
La ley que regula derechos sobre obtenciones vegetales y deroga la ley Nº 19.342 es un proyecto de ley chileno, conocido como ley de obtentores vegetales o «ley Monsanto», que estuvo en tramitación ante el Congreso Nacional de Chile, tenía por fin regular el registro y los derechos del obtentor vegetal, o sea, el régimen jurídico que regula los derechos del obtentor de variedades vegetales y el privilegio del agricultor, derogando la actual ley Nº 19.342. Corresponde al boletín 6355-01, que fue ingresado al Congreso el 12 de enero de 2009, por mensaje de la presidenta Michelle Bachelet, durante su primer gobierno.
Fue aprobado por la Cámara de Diputados de Chile, en general y particular, con 69 votos a favor y 5 abstenciones, el 9 de marzo de 2010 —dos días antes del término del LII Periodo Legislativo del Congreso (2006-2010)—, y pasó a segundo trámite constitucional ante el Senado de Chile, donde fue aprobado por la Comisión de Agricultura el 29 de julio de 2013.
Este proyecto de ley pretende actualizar las normas chilenas actualmente vigentes (que siguen las reglas del Acta UPOV 1978), a los estándares del Convenio Internacional para la Protección de las Obtenciones Vegetales de 1991 (Acta UPOV 1991) de la Unión Internacional para la Protección de las Obtenciones Vegetales (UPOV), organización intergubernamental creada a partir del Convenio Internacional para la Protección de Obtenciones Vegetales, adoptado en París en 1961, cuyo objetivo es proteger a las semillas u obtenciones vegetales a través de un derecho de propiedad intelectual. Dicho sistema entrega a los creadores de nuevas variedades vegetales un derecho sobre su creación, que les permite su explotación exclusiva por un tiempo determinado. Se protegen aquellas variedades desarrolladas que cumplan con los requisitos de ser nuevas, distintas y homogéneas y que sean registradas como tales.El UPOV 91 incorporó estándares más precisos a los ya aplicables en Chile, pues respecto a la protección amplió los derechos de los obtentores de nuevas variedades no solo al material de reproducción o multiplicación de la variedad protegida, sino que también al producto de la cosecha cuando el primero no ha sido debidamente adquirido, y extendió los plazos mínimos de protección de 15 y 20 años a 18 y 25 años, respectivamente. Por otra parte, reafirmó la facultad de los países para establecer excepciones al derecho de los obtentores de nuevas variedades vegetales.
Esta iniciativa legal ha sido objeto de críticas de parte de diversas organizaciones de la sociedad civil, pues consideran que implica la privatización de las semillas y que concentrará su propiedad en pocas empresas. Es conocida por sus parte de sus detractores como «ley Monsanto» porque se afirma que favorece a grandes empresas transnacionales dedicadas al negocio de las semillas, en particular, a la empresa estadounidense Monsanto. Iniciativas legales como esta ya han sido aprobadas en otros países de Latinoamérica, tales como México[cita requerida] estando prohibidas en varios países de Europa.[cita requerida]
Entre otras críticas a este proyecto de ley, se menciona que es una vulneración al Convenio 169 de la Organización Internacional del Trabajo (OIT), la vulneración a los derechos de los campesinos.
Durante el segundo gobierno de Michelle Bachelet, se anunció que se retiraría el proyecto de su tramitación ante el Congreso, lo que marcaría el fin del mismo.